# Bernbuch
Bernbuch ist eine Wüstung auf der Gemarkung der unterfränkischen Gemeinde Castell im Landkreis Kitzingen. Das Dorf war bis ins 14. Jahrhundert besiedelt, ehe die Bevölkerung abwanderte. Die Gründe hierfür sind unklar.

## Geografische Lage
Die heutige Flur Bernbuch, gelegen auf Casteller Gemarkung, befindet sich westlich des Dorfes. Im Norden beginnt das Gebiet des Marktes Rüdenhausen. Die Ausläufer des Steigerwaldes mit dem Kugelspielberg reichen bis an das ehemalige Dorf heran. Weiter westlich liegt die Gemeinde Wiesenbronn. Die Flur erhebt sich mit einer Höhe von etwa 298 m bereits an der Steigerwaldstufe, das Dorf war deshalb den Klimaeinflüssen stärker ausgesetzt als die nördlich gelegenen Nachbarn.

## Geschichte
Der Weiler Bernbuch wird nur sehr selten in den Quellen erwähnt. Erstmals tauchte er im Jahr 1323 auf. Das damalige Dorf bestand nur aus vier Gehöften. Die Hausgruben mit Material aus dem 14. Jahrhundert wurden in den 1960er Jahren bei Ausgrabungen freigelegt. Ritter Friedrich, genannt Colle, ein Lehensträger der Grafen zu Castell, erwarb am 13. Dezember 1323 die Hofstellen von Graf Friedrich V. zu Castell zu seiner Nutzung.
Im Jahr 1399 ist Bernbuch nur noch als Acker- und Wiesenland nachgewiesen. Damals besaßen einige Casteller dort Grundstücke. 1467 erwarb der Wiesenbronner Jorg Hoffmann den Graben „zu Bernbuch“. Noch im 16. Jahrhundert gingen die Ackerflächen der ehemaligen Siedlung an Besitzer aus Castell, Greuth und Wiesenbronn über. Eventuell sorgten die schlechten Böden nicht für ausreichend Nahrung für die Bevölkerung.